# نايجل روس
نايجل روس (5 أبريل 1953 - ) (بالإنجليزية: Nigel Ross)‏ هو لاعب كريكت بريطاني.

## وصلات خارجية
- نايجل روس على موقع إي آس بي آن كريك إنفو (الإنجليزية)